# Coccomyces philippinus
Coccomyces philippinus är en svampart som först beskrevs av Rehm, och fick sitt nu gällande namn av Sherwood 1980. Coccomyces philippinus ingår i släktet Coccomyces och familjen Rhytismataceae.   Inga underarter finns listade i Catalogue of Life.